# Hütte

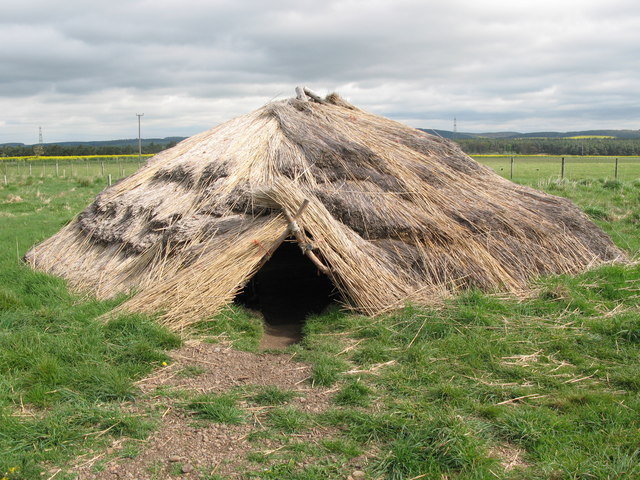
Rekonstruktion einer steinzeitlichen Hütte

Eine Hütte ist ein vergleichsweise kleines und bautechnisch einfaches, eingeschossiges Gebäude, das in Leichtbauweise errichtet wird und nur über eine einfache Ausstattung verfügt. Diese Eigenschaften dienen zur Unterscheidung vom größeren, qualitativ höherwertigen und in der Regel langlebigeren Haus.
Hütten sind neben Zelten die ältesten Gebäude der Menschheit, die Jahrhunderttausende lang als einzige Behausung dienten. Vor der Sesshaftigkeit wurden Hütten nur vorübergehend genutzt. Im Gegensatz zum Zelt besteht eine Hütte aus mehr Bauteilen und ist ortsfest bzw. nicht transportabel. Sie wurde ursprünglich zumeist von den späteren Nutzern in Eigenarbeit aus lokal verfügbaren, vergänglichen oder nur geringfügig verbundenen Naturmaterialien errichtet.

## Vorkommen

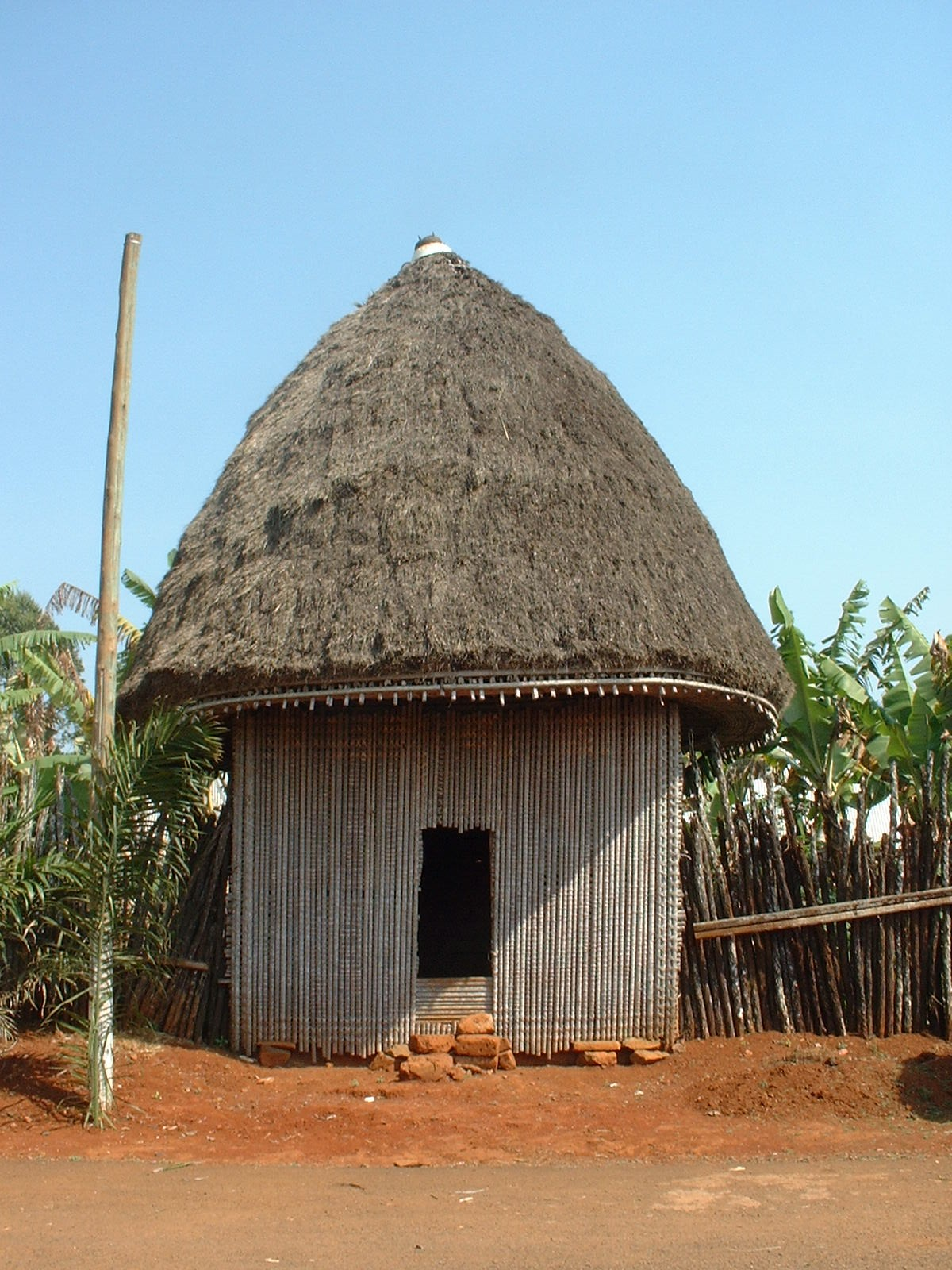
Hütte im Palastbezirk (Chefferie) des Fon-Herrschers von Bana, einem kleinen Dorf im Westen von Kamerun

### Europa
In Europa werden insbesondere einfache Gebäude, die in Holzbauweise oder in anderer leichter Bauweise (z. B. Wellblech) errichtet wurden, als Hütten bezeichnet. Gebäude in massiver Bauweise (Stein, Beton) werden selten als Hütten bezeichnet.
Hütten können zum kurzfristigen Aufenthalt (Unterstand, Zufluchtsort), zum notdürftigen dauerhaften Aufenthalt (Wohnung) oder zur Aufbewahrung von Gegenständen dienen (z. B. Bories, Bienenkorbhütten). Je nach Funktion und Kontext werden auch andere Bezeichnungen für Hütten verwendet, etwa Bude (Verkaufsbude) oder Schuppen (Geräteschuppen).
Von dem Wort „Hütte“ abgeleitete Begriffe, die über diese Umschreibung hinausgehen und ein größeres Gebäude oder eine Arbeitsstätte bezeichnen, sind beispielsweise „Almhütte“, „Skihütte“, „Bauhütte“, „Eisenhütte“, „Glashütte“ und mancherorts auch „Salzhütte“.
Ein Bewohner einer Hütte im steuerrechtlichen Sinne wurde im 17.–19. Jahrhundert als Hüttler bezeichnet. Er war kein Bauer im engeren Sinne.

### Nordamerika
Vor der europäischen Expansion nach Nordamerika wohnten viele der dortigen Ureinwohner in verschiedenförmigen Hütten, von denen die bekanntesten Wigwam und Wickiup genannt werden.

### Afrika, Mittelamerika, Südostasien
Aus europäischer Sicht werden aus einfachen Materialien errichtete, aber durchaus auf Dauer angelegte menschliche Wohnbehausungen in vielen Teilen der Welt als „Hütten“ bezeichnet. Derartige traditionelle Behausungen finden sich auch heute noch vor allem in Äquatornähe, d. h. in Zentralafrika, Mittelamerika (z. B. Maya-Hütte) oder auf vielen Inseln Südostasiens.

## Etymologie

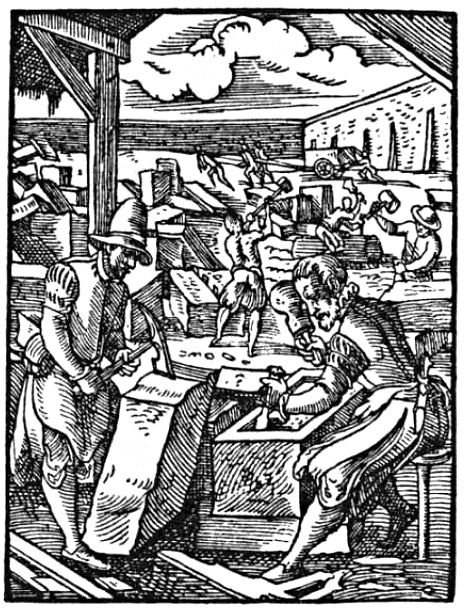
Stammform der Bauhütte, Steynmetz, aus: Amman, Sachs: Das Ständebuch

Das Wort Hütte ist im Deutschen seit dem 9. Jahrhundert belegt, im Althochdeutschen noch als hutta. Aus der angenommenen indogermanischen Wortwurzel *hud- im Sinne „Schutz“ soll sich auch Haus, Haut sowie Hüten, Hut, Obhut ableiten. Ein Zusammenhang mit *[s]keu- „bedecken, umhüllen“ und Scheune wird angenommen, auch zu Kote/Kate mnd. „Hütte“. Das deutsche Wort wurde in mehrere Sprachen als Entlehnung übernommen, beispielsweise im Französischen als hutte, im Englischen als hut. Auch in den nordischen Sprachen findet sich der Wortstamm (norwegisch Hytte „Ferienhäuschen“). Sinnverwandt ist auch das Wort Koje (ursprünglich lateinisch cavea über niederländisch kooi „Käfig, Verschlag, Stall“, schwedisch koja, norwegisch koie aber jeweils „Hütte“).
In der ursprünglichen Bedeutung war ein vor der Witterung bedeckter Ort oder ein mit einfachen Mitteln erstellter Bau als Zufluchtsort oder als Aufbewahrungsort gemeint. Noch im Mittelhochdeutschen wird nicht streng zwischen Hütte und Zelt (tentorium) unterschieden:

„dô hieჳ man ûf den grieჳen manege hütten spannen mit sîdînen snüeren hern Hartmuote unde sînen mannen.“

„Da befahl man, auf dem Grießsand (des Ufers) manche Hütten/Zelte aufzuspannen mit seidenen Schnüren, für Herrn Hartmut und seine Männer.“

Solche provisorischen Überdachungen (Verschläge) finden sich etwa bei den Großbaustellen der früh- und hochmittelalterlichen Dombautätigkeit. Zeitgenössische Darstellungen zeigen Steinmetze und Zimmerer unter einfach verspannten Zeltplanen oder Flugdächern. Erst im 19. Jahrhundert wurden aus der ursprünglichen Bezeichnung „Hütte“ die Begriffe „Bauhütte“ und „Dombauhütte“ geprägt.
Als „Hütte“ wurde von Bergleuten jedes nicht feste Bauwerk über Tage bezeichnet. Der Ausdruck überträgt sich auf jeden Platz, an dem etwa Erz gebrochen, geschmolzen, gegossen oder Salz gesotten wurde. Daraus leiten sich Zusammensetzungen wie „Hüttenwerk“, „Eisenhütte“, „Glashütte“, „Ziegelhütte“, „Kalkhütte“, „Salpeterhütte“ ab, sowie der Fachbegriff des Verhüttens. Auch im Wäscher-, Färber- und Gerberwesen erhält sich das Wort in diesem Sinne: Pechhütte, Gerbhütte, Waschhütte (auch als dörflicher Gemeinschaftsbau wie als bäuerliches Wirtschaftsgebäude).
Später konkretisiert sich das Wort auf Gebäude im eigentlichen Sinne, teils in Nähe zu officina Werkstätte, dann synonym zu Schuppen, Schupfen oder Bude, und daraus entstammen die Zusammensetzungen wie „Hundehütte“. Grimm sagt noch „wir reden auch modern von einer festhütte, sängerhütte, schieszhütte als von einem aus brettern zusammengeschlagenen bau, selbst gröszeren umfangs“.
Das Wort Hütte findet sich außerdem für einen achterseitigen Verdecksaufbau bei Schiffen, die Schiffshütte. Analog zum heutigen Bauwagen und Baucontainer existiert das Bauhüttenschiff des Wasserbaus.
Das Bedeutungsfeld des Provisorischen erhält sich aber, und das Wort Hütte bezeichnet allgemein die Behausung des Nomaden, aber auch die festen Wohneinrichtungen der Halbnomaden, wie im Alpenraum als „Almhütte“ der Transhumanz, oder „Forst-“ und „Jagdhütte“ der Waldbewirtschaftung. Andere Bezeichnungen veralten, wie „Filzhütte“ (Jurte), „Voglerhütte“ des Vogelfängers. In diesem Kontext steht auch die „Laubhütte“ (hebr. Sukka), von denen sich der Name „Laubhüttenfest“ (Sukkot, jidd. Sukkes) ableitet, das an den Auszug des israelitischen Volkes aus Ägypten erinnert.
Erst in neuerer Zeit entstand auch die Konnotation „armselige Behausung“.

## Hüttengebäude

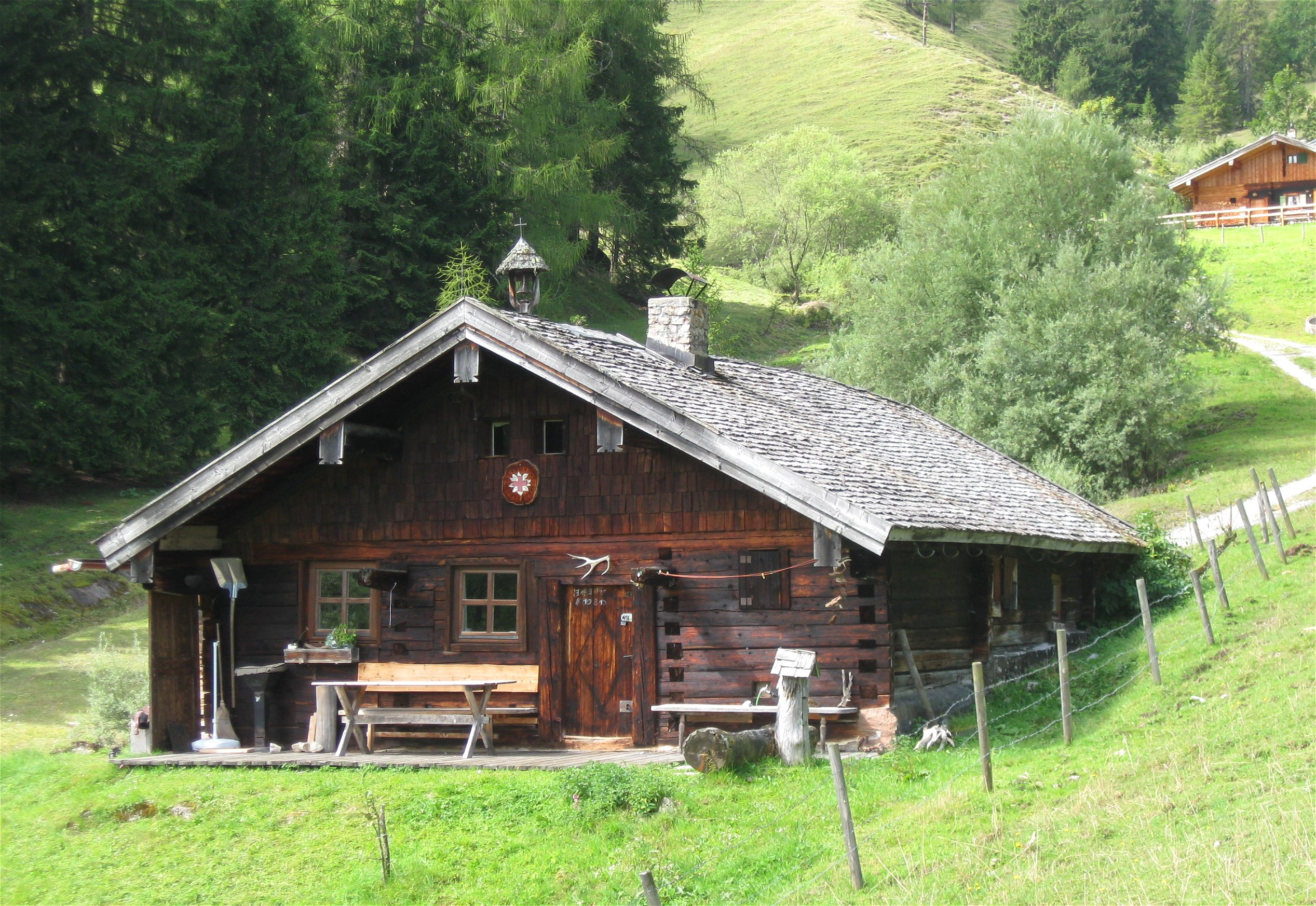
Oberaudorfer Almhütte der oberbayerischen Gemeinde Kiefersfelden

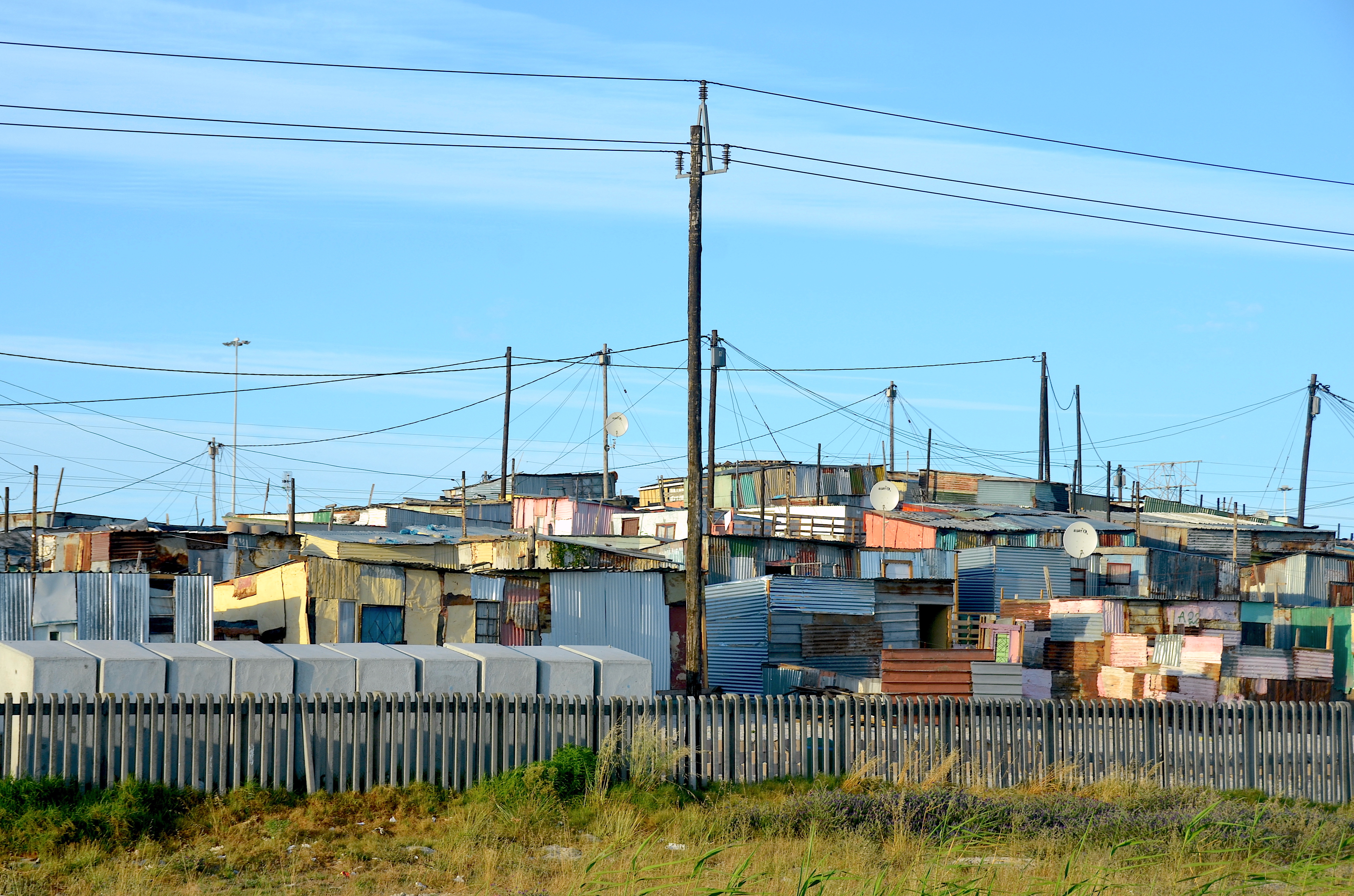
Slumhütten in Khayelitsha bei Kapstadt

- Als Almhütte, Sennerhütte bezeichnet man die Hütten im Gebirge, in denen die Viehhirten und die Senner den Sommer über leben, während sie das im Gebirge auf der Alm weidende Vieh betreuen, ebenso Jagdhütten dienen Jägern als Unterkunft bei mehrtägigen Jagden (im Unterschied zum Jagdhaus als ständigem Wohnort des Revierjägers), und analog Forsthütte für die Unterkünfte und temporären Bauwerke in einem Schlaggebiet (und Forsthaus als Dienstort des Revierförsters)
- Badehütten in der Nähe von Gewässern dienen traditionell als Umkleidegelegenheit.
- Als Skihütte wird allgemein ein Gastronomiebetrieb bezeichnet, der in einem Wintersportgebiet sein Angebot insbesondere an Skifahrer und Snowboarder richtet.
- Eine Schutzhütte, Berghütte oder Schutzhaus steht in ansonsten unbebautem Gebiet und dient zum Schutz vor Unwetter sowie als Übernachtungsmöglichkeit und als Stützpunkt. Sie wird heute hauptsächlich für Wanderer und Bergsteiger errichtet.
- Eine Laubhütte ist eine mit Laub, Zweigen etc. gedeckte einfache Hütte, insbesondere eine anlässlich des jüdischen Laubhüttenfestes errichtete temporäre Hütte.
- So genannte Lauben vor allem in Kleingärten. Typologisch handelt es sich aber meist um geschlossene Hütten und nicht um offene Gartenlauben. Sie dienen dem kurzfristigen temporären Aufenthalt und als Geräteschuppen.
- So genannte Nissenhütten sind die vom kanadischen Ingenieur P. N. Nissen 1916 als Notunterkünfte konzipierten Hütten aus Wellblech. Sie werden aus vorproduzierten Fertigteilen zusammengebaut. Charakteristisches Merkmal ist das Tonnendach.
- Slumhütte, Hütte in einer informellen Elendssiedlung: Behelfsmäßiges Gebäude zu Wohnzwecken, häufig aus Müll- und Restmaterialien zusammengebastelt.
- Hütte in einem alternativen Hüttendorf: Als zivilgesellschaftlicher Protest gegen Bauvorhaben entstehen immer wieder Protestcamps, die nicht selten aus notdürftig zusammengebauten Hütten bestehen und dann meist als Hüttendörfer bezeichnet werden.
- Finnhütte: Garten- oder Ferienhäuschen in Form eines kleinen Nurdachhauses
- Saunahütte: freistehende Sauna, in der Regel als Holzhütte errichtet
- Hundehütte: vom Menschen errichtete Behausung für einen Haus- oder Hofhund als Schlaf-, Rückzugs- und Ruheort. Im Gegensatz zu einem Hundezwinger dient sie nicht dazu, den Hund darin einzuschließen und zu verwahren.
- Duckhütten (von ducken, bücken) sind einfache Holzhütten, die von Holzknechten auf fremden Boden vornehmlich im Wienerwald als Unterkunft und zur Viehhaltung errichtet wurden.[9]

## Namenkunde

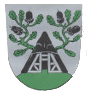
Redendes Wappen von Hüttenbusch

In Ortsnamen erweist sich das Wort trotz hohen Alters nicht sonderlich produktiv, weil es sich in den namenschatzschöpfenden Phasen bis in das Mittelalter auf provisorische Bauten bezieht (ähnlich dem Wort Gadem, das den heutigen Begriff bezeichnet, im Gegensatz zu Haus, Hof und Heim). Es findet sich in Orten wie Hüttingen, Hüttikon, Hüttenberg, Hüttau, Hüttschlag, Hüttenfeld, Hüttensteinach, wobei eine Zuordnung zu Bauwerken, Verhüttung oder Hütewesen möglich ist –
Namen wie Hüttenheim, Eisenhüttenstadt sind eindeutig. Häufig sind aber auch sekundäre Umbildungen wie Hütteldorf (aus Utendorf), Hüttenrode (aus Hindenroht).
In Personennamen findet es sich in abgeleiteten Wohnstättennamen wie Hüttauer, Hüttinger, die häufigen Hüt(t)er stehen wie Huter/Hutter aber vorrangig zu Hutmacher.

## Hütte als religiöse, literarische und politische Metapher
- Die „Hütte im Weinberg“ ist im Alten Testament eine Metapher für die Armseligkeit des nach eigener Einschätzung durch eigene Schuld von Gott verlassenen Israels in Krisen- und Kriegszeiten. Danach benannte Ernst Jünger ein Kapitel seines Tagebuches „Strahlungen“, das sein Leben während der Okkupation beschreibt.
- Der Apostel Paulus beschreibt in seinem zweiten Brief an die Gemeinde in Korinth den menschlichen Körper als eine Hütte. Dies ist ein Bild für die Hinfälligkeit und Zerbrechlichkeit der menschlichen Existenz. In Luthers Bibelübersetzung lautet der Vers:
 Wenn unser irdisch Haus, diese Hütte, zerbrochen wird,
 so haben wir einen Bau, von Gott erbaut, ein Haus, … das ewig ist im Himmel! (2 Kor 5,1 EU)
- Im Lukasevangelium fällt der Satz
 Lasst uns hier drei Hütten bauen[11]
- Die Verwendungen der Hütte in der Literatur prägen unser heutiges Begriffsverständnis als kleines bis armseliges Haus. Einige sind zu geflügelten Worten geworden.
- Das Gedicht Der Jüngling am Bache (Liebesklage) von Friedrich Schiller (1803) endet mit den Zeilen
 Raum ist in der kleinsten Hütte
 Für ein glücklich liebend Paar
- In seinem Pamphlet Der Hessische Landbote forderte Georg Büchner 1834 unter Abwandlung einer Losung aus der Französischen Revolution:
 Friede den Hütten! Krieg den Palästen!
- 1851 erschien ein Roman der US-amerikanischen Schriftstellerin Harriet Beecher-Stowe, dessen Hauptperson ein Afroamerikaner ist. Die deutsche Übersetzung erhielt den Titel Onkel Toms Hütte (englisch Uncle Tom’s Cabin).
- Für den Philosophen Martin Heidegger wurde seine einfache Hütte bei Todtnauberg zum Rückzugsraum und zur Metapher einer Lebenshaltung („Hüttendasein“).

## Hüttendorf

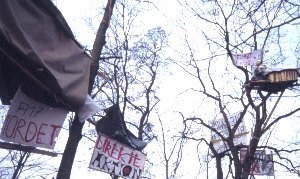
Das Hüttendorf gegen die A 17 im Zschonergrund bei Dresden bestand von April 1997 bis 21. April 1999.

Als Maßnahme des Widerstandes gegen umstrittene Bauvorhaben wurden in Deutschland in den letzten Jahrzehnten mehrfach so bezeichnete Hüttendörfer errichtet. So bedienten sich die Atomkraftgegner der 1970er und 1980er Jahre dieses Mittels, beispielsweise als Republik Freies Wendland. Aber auch beim Konflikt um den Bau der Startbahn West gab es derartige Projekte. Neben dem Protest kann dabei auch das Experimentieren mit alternativen Wohnformen eine Rolle spielen.